# Rohr (Turingia)
Rohr es un municipio situado en el distrito de Schmalkalden-Meiningen, en el estado federado de Turingia (Alemania), a una altitud de 340 metros. Su población a finales de 2016 era de unos 960 habitantes y su densidad poblacional, 70 hab/km².
Se encuentra ubicado al oeste de la ciudad de Suhl, y a poca distancia al noreste de la frontera con el estado de Baviera.

## Historia

### nombre
El asentamiento tenía cuatro nombres en documentos medievales: rara, rora, rore ror. Hay 17 pueblos del mismo nombre en los países, en que habla alemán.

### desarrollo demográfico
Desarrollo de la población (31 de diciembre):
| - 1994: 986 - 1995: 1.032 - 1996: 1.050 - 1997: 1.080 - 1998: 1.085 - 1999: 1.084 | - 2000: 1.089 - 2001: 1.077 - 2002: 1.062 - 2003: 1.062 - 2004: 1.046 - 2005: 1.044 | - 2006: 1.028 - 2007: 1.008 - 2008: 992 - 2009: 990 - 2010: 986 - 2011: 972 | - 2012: 979 - 2013: 978 - 2014: 975 - 2015: 980 - 2016: 960 - 2017: 951 | - 2018: 946 |
| --------------------------------------------------------------------------------- | ----------------------------------------------------------------------------------- | --------------------------------------------------------------------------- | ----------------------------------------------------------------------- | ----------- |

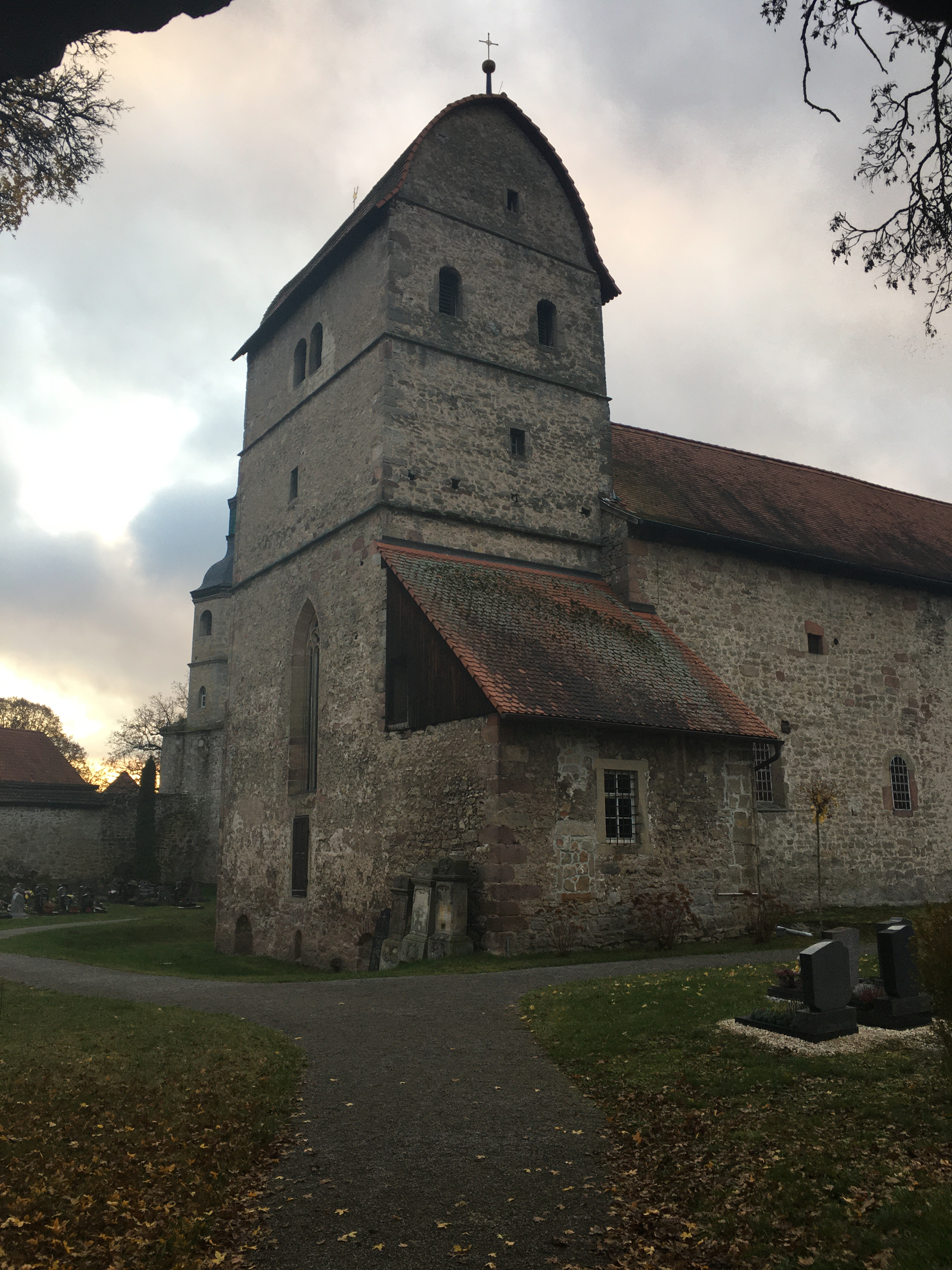
La antigua Michaeliskirche

Fuente de datos: Oficina Estatal Estadística de Turingia

## Curiosidades
- La antigua Michaeliskirche fue construida entre 1815 y 1820. Hoy es una iglesia con una famosa cripta.
- En el centro del pueblo hay casas de entramado de madera.
- Se dice que el puente que cruza el Hasel es uno de los puentes de arco de piedra más antiguos del distrito de Schmalkalden-Meiningen con aproximadamente 500 años de antigüedad.